# Gottfried Hammann
 (août 2014).
Si vous disposez d'ouvrages ou d'articles de référence ou si vous connaissez des sites web de qualité traitant du thème abordé ici, merci de compléter l'article en donnant les références utiles à sa vérifiabilité et en les liant à la section « Notes et références ».
(Jean-) Gottfried Hammann, né le 30 avril 1937 à Dettwiller en Alsace, est un pasteur, théologien et historien français.

## Biographie
Après un baccalauréat de type B (philosophie) au lycée classique de Bouxwiller (Bas-Rhin), il entreprend des études de théologie à l'université de Strasbourg puis à l'université de Genève et obtient une licence en théologie de l'université de Strasbourg en 1961. Consacré au ministère pastoral dans l'Église de la Confession d'Augsbourg d'Alsace et de Lorraine, il exerce ensuite un ministère pastoral à Zurich puis dans l'Église réformée évangélique du canton de Berne (aumônerie et animation de jeunesse). 
Conseiller théologique puis directeur du Centre de rencontres et d'études de Sornetan (Jura bernois), il est ensuite responsable de l'enseignement religieux interconfessionnel à Neuchâtel (1982-1986). Docteur d'État en théologie de l'université des sciences humaines de Strasbourg (1982), il est nommé professeur à l'université de Neuchâtel en 1986 et y exerce jusqu'à sa retraite en 2002 ; il est également doyen de la Faculté de théologie de 1993 à 1997.
Sur le plan scientifique, après des recherches consacrées au réformateur strasbourgeois Martin Bucer, dont il est l'un des meilleurs connaisseurs francophones, Hammann s'est tourné vers l'histoire religieuse suisse et l'histoire de la diaconie. Très marqué par l'enseignement d'Yves Congar et le mouvement œcuménique, il s'est en outre engagé très tôt dans l'œcuménisme, notamment en tant que membre du Groupe des Dombes. Une fois retraité, il a poursuivi son travail de recherche sur l'histoire de la diaconie et l'histoire de l'œcuménisme en lien à un ministère bénévole auprès des sans-abris.

## Choix de publications
- Martin Bucer. L'Église au cœur de la foi. Fondements théologiques et développements pratiques de l'ecclésiologie du réformateur strasbourgeois, 1523-1551, Lille III, 1986, 2 vol. (thèse de doctorat).
- Entre la secte et la cité. Le projet d'Église du Réformateur Martin Bucer, Genève, 1984 (traduction allemande: Martin Bucer: Zwischen Volkskirche und Bekenntnisgemeinschaft, Wiesbaden, 1989).
- L'amour retrouvé. Le ministère de diacre, du christianisme primitif aux Réformateurs protestants du XVIe siècle, Paris, Cerf, 1994.
- « Communautés confessantes dans les Églises de la Réforme : un enjeu majeur ? Jalons historiques d'une ecclésiologie pluraliste », Revue de théologie et de philosophie, 117, 1985.
- « Abram-François Pétavel (1791-1870) » et « César-Henri Monvert (1784-1848) », in: Histoire de l'Université de Neuchâtel, t. 1, Hautervie, 1988.
- « L'Église dans la société d'Ancien Régime » (en collaboration avec Michèle Robert) », in : Histoire du Pays de Neuchâtel, t. 2, Hauterive, 1991.
- Collaboration à l'Histoire du Pays de Neuchâtel, t. 3 et à l'Histoire œcuménique de l'Eglise en Suisse.